# Kacsóta
Kacsóta là một thị trấn thuộc hạt Baranya, Hungary. Thị trấn này có diện tích 9,51 km², dân số năm 2010 là 270 người, mật độ 28 người/km².